# Pannonhalmi törkölypálinka
A pannonhalmi törkölypálinka Magyarország nyolcadik eredetvédett pálinkája.

## Jellemzése
A pannonhalmi törkölypálinka számára eredetvédelmet kérő eljárást a Győri Likőrgyár kezdeményezte. Az eredetvédelméről szóló határozat 2009. december 6-tól érvényes. Miután a cég tulajdonában lévő Pannonhalmi Pálinkáriumban is készül helyi alapanyagból törkölypálinka, a 2009 végén ez a főzde volt az egyedüli élvezője az eredetoltalomnak – később azonban más is készíthet a környéken pannonhalmi törkölypálinkát, ha megfelel az oltalmi előírásnak. 
Az oltalom sajátossága, hogy két iparág – a Pannonhalmi Borvidék Hegyközsége és a pálinkások – összefogásának köszönhető, hiszen a törkölypálinka alapanyaga borászati melléktermék.

## Felhasználható szőlőfajták
A pannonhalmi törkölypálinka kizárólag a pannonhalmi borvidéken termő fehér szőlőből főzhető. Elkészítéséhez megfelelő szőlőfajta az Irsai Olivér, a zenit, a rajnai rizling, a cserszegi fűszeres – ezektől lesz a párlatnak aszús, édeskés, füstös zamata.

## Külső hivatkozások
- A Kisalföld.hu írása a pannonhalmi törkölypálinkáról Archiválva 2016. március 10-i dátummal a Wayback Machine-ben
- A DunaTV.hu írása a pannonhalmi törkölypálinkáról